# Monochaetoscinella nigricornis
Monochaetoscinella nigricornis är en tvåvingeart som först beskrevs av Friedrich Hermann Loew 1863.  Monochaetoscinella nigricornis ingår i släktet Monochaetoscinella och familjen fritflugor. Inga underarter finns listade i Catalogue of Life.